# Franz Delaforgue
Franz Delaforgue (* 14. März 1887 in Bad Neuenahr; † 24. Dezember 1965 in Krefeld) war ein deutscher Maler der Düsseldorfer Schule. Er schuf impressionistisch angelegte Landschafts-, Tier- und Genremalerei sowie Stillleben.

## Leben
Delaforgue studierte an der Kunstakademie Düsseldorf. Dort war er Meisterschüler von Eugen Dücker. Ab 1897 lebte er in Bielefeld, ab 1905 in Düsseldorf, wo er dem Künstlerverein Malkasten angehörte. 1914 war er Teilnehmer der Großen Berliner Kunstausstellung. Delaforgue war Mitglied des Reichsverbands bildender Künstler Deutschlands und In der Zeit des Nationalsozialismus der Reichskammer der bildenden Künste. Für diese Zeit ist seine Teilnahme an 15 großen Gruppenausstellungen sicher belegt.